# Lutz Eigendorf
Lutz Eigendorf (Brandenburg an der Havel, 16 luglio 1956 – Braunschweig, 7 marzo 1983) è stato un calciatore tedesco orientale,  dal 1979 tedesco occidentale, di ruolo centrocampista.

## Biografia
Fuggito all'ovest mentre era in attività, secondo indagini e documenti riservati è stato ucciso dalla STASI, il servizio segreto della DDR.

## Carriera

### Club

#### Inizi
Dopo aver cominciato a giocare a calcio nel Motor Süd Brandenburg, nel 1970 approdò alla Dinamo Berlino. Con la Dinamo Berlino giocò 100 partite di DDR-Oberliga andando a segno sette volte fino al 20 marzo 1979.

#### La fuga in Occidente
Il 20 marzo 1979, al termine dell'amichevole giocata a Gießen tra Dinamo Berlino e Kaiserslautern, Eigendorf fuggì in Germania Occidentale con la speranza di giocare proprio con i diavoli rossi; la riuscita defezione gli causò tuttavia una squalifica di un anno inflitta dall'UEFA.
Non era la prima volta che uno sportivo della Germania Orientale fuggiva a occidente della cortina di ferro, ma la questione era piuttosto imbarazzante per il fatto che il giocatore era sotto contratto proprio con la Dinamo Berlino, all'epoca squadra sotto il patrocinio della Stasi e, soprattutto, di Erich Mielke, capo dell'organizzazione. La moglie Gabrielle e la figlia Sandy erano invece rimaste in Germania Orientale, osservate da una decina di agenti. La STASI riuscì successivamente a convincere la moglie del calciatore a divorziare con lui e a sposare un agente.

#### La morte in Germania Occidentale
Eigendorf, scontata la squalifica, firmò un contratto con il Kaiserslautern e nel 1982 fu ceduto all'Eintracht Braunschweig. Nel periodo del suo trasferimento all'Eintracht, firmò anche, molto probabilmente, la sua condanna a morte; il calciatore infatti accettò di farsi intervistare il  21 febbraio 1983 dalla ARD davanti al muro di Berlino e, davanti alla barriera in cemento, criticò apertamente il sistema del calcio della Repubblica Democratica Tedesca.
Alle 23.30 del 5 marzo 1983, il calciatore, a bordo della sua Alfa Romeo Alfetta GTV, si schiantò contro un albero in una curva della notoriamente pericolosa strada Braunschweig-Querum e morì 34 ore dopo. L'autopsia rivelò che aveva una percentuale minima di alcool nel sangue e la Procura della Repubblica archiviò il caso per guida in stato di ubriachezza.

#### Il complotto della Stasi
La riunificazione tedesca comportò la pubblicazione di molti documenti segreti appartenuti alla non più attiva STASI. Secondo Heribert Schwan, autore del documentario Tod der Verrater (morte del traditore), lo sportivo fu ucciso dalla Stasi in seguito al suo tradimento; per il giornalista, infatti, gli agenti del servizio iniettarono a Eigendorf una miscela mortale di veleni e sonniferi e, sotto minaccia di morte, lo costrinsero a guidare, sicuri della sua successiva morte.

### Nazionale
Con la Germania Est giocò sei partite, impreziosite da tre reti. Debuttò il 30 agosto 1978 a Erfurt contro la Bulgaria (2-2), mentre giocò la sua ultima partita l'11 febbraio 1979 a Baghdad contro l'Iraq (1-2).

## Palmarès

### Club

#### Competizioni nazionali
- Campionato tedesco orientale: 1

Dinamo Berlino: 1978-1979